# Görtschitztalbahn
| Görtschitztal Straße B92 südlich von Hüttenberg |                      |                                  |                    |
| |                      |                                  |                    |
| Streckenlänge: | 29,5 km              |                                  |                    |
| Spurweite: | 1435 mm (Normalspur) |                                  |                    |
| Maximale Neigung: | 25 ‰                 |                                  |                    |
| Minimaler Radius: | 192 m                |                                  |                    |
| Streckengeschwindigkeit: | 60 km/h              |                                  |                    |
| |                      |                                  |                    |
| \| \| \| Rudolfsbahn \| \| \| \| 0,0 \| Launsdorf-Hochosterwitz \| 446 m ü. A. \| \| \| \| Rudolfsbahn \| \| \| \| 6,6 \| Brückl \| 528 m ü. A. \| \| \| \| Awanst Chlorfabrik \| \| \| \| 10,4 \| St. Walburgen \| St. Walburgen \| \| \| 13,5 \| Eberstein \| 530 m ü. A. \| \| \| 16,0 \| Hornburg \| Hornburg \| \| \| 17,8 \| Klein Sankt Paul \| 606 m ü. A. \| \| \| 19,7 \| Wietersdorf Endstation seit 2005 \| 630 m ü. A. \| \| \| 22,1 \| Wieting (Kärnten) \| 662 m ü. A. \| \| \| 24,5 \| Mösel \| 694 m ü. A. \| \| \| 29,5 \| Hüttenberg \| 771 m ü. A. \| |                      |                                  |                    |
| Strecke |                      | Rudolfsbahn                      | Rudolfsbahn        |
| Bahnhof | 0,0                  | Launsdorf-Hochosterwitz          | 446 m ü. A.        |
| Abzweig geradeaus und nach links |                      | Rudolfsbahn                      | Rudolfsbahn        |
| Dienststation / Betriebs- oder Güterbahnhof | 6,6                  | Brückl                           | 528 m ü. A.        |
| Abzweig geradeaus und nach rechts |                      | Awanst Chlorfabrik               | Awanst Chlorfabrik |
| ehemaliger Haltepunkt / Haltestelle | 10,4                 | St. Walburgen                    | St. Walburgen      |
| Dienststation / Betriebs- oder Güterbahnhof | 13,5                 | Eberstein                        | 530 m ü. A.        |
| Blockstelle | 16,0                 | Hornburg                         | Hornburg           |
| Dienststation / Betriebs- oder Güterbahnhof | 17,8                 | Klein Sankt Paul                 | 606 m ü. A.        |
| Betriebs-/Güterbahnhof Strecke ab hier außer Betrieb | 19,7                 | Wietersdorf Endstation seit 2005 | 630 m ü. A.        |
| Haltepunkt / Haltestelle (Strecke außer Betrieb) | 22,1                 | Wieting (Kärnten)                | 662 m ü. A.        |
| Haltepunkt / Haltestelle (Strecke außer Betrieb) | 24,5                 | Mösel                            | 694 m ü. A.        |
| Kopfbahnhof Streckenende (Strecke außer Betrieb) | 29,5                 | Hüttenberg                       | 771 m ü. A.        |

Die Görtschitztalbahn ist eine nicht elektrifizierte normalspurige Bahnstrecke im Bezirk Sankt Veit an der Glan in Kärnten, Österreich.

## Strecke und Geschichte
Die Bahnstrecke beginnt im Bahnhof Launsdorf-Hochosterwitz der Rudolfsbahn (Gemeinde Sankt Georgen am Längsee), führte durch Klein Sankt Paul und endete zunächst in Mösel. Sie wurde 1869 durch die k.k. privilegierte Kronprinz Rudolf-Bahn gebaut. Im September desselben Jahres erwarb die Hüttenberger Gewerkschaft die Konzession zur Verlängerung nach Hüttenberg, um das damals am Hüttenberger Erzberg abgebaute Eisenerz abzutransportieren. Ab 1871 wurde auch ein Personenverkehr eingerichtet. Nach der Verstaatlichung der Rudolfsbahn übernahmen die k.k. Staatsbahnen den Betrieb der Strecke.
Als Ende der 1970er Jahre die Voestalpine ihre Werke in Hüttenberg ihren Betrieb einstellten, nahm die Bedeutung der Bahn ab. Die Personenbeförderung wurde 1995 endgültig eingestellt, und die Strecke dient somit heute nur noch dem Güterverkehr, z. B. für die Wietersdorfer & Peggauer Zementwerke GmbH. Die ursprünglich 30 Kilometer lange Strecke wird nur noch auf dem Abschnitt Wietersdorf–Brückl–Launsdorf durch die ÖBB mit zwei Zugpaaren an Werktagen außer Samstag bedient.
Ab Wietersdorf wurde die Gleisanlage inzwischen zurückgebaut. Von Wieting bis Mösel wurden die ehemaligen Gleisanlagen als Radweg adaptiert.
2023 gab es eine Initiative zur Wiedereinführung des Personenverkehrs als Zubringer zur Koralmbahn. Im Parlament wurde eine Petition zur Elektrifizierung der Strecke eingebracht.

### Bilder

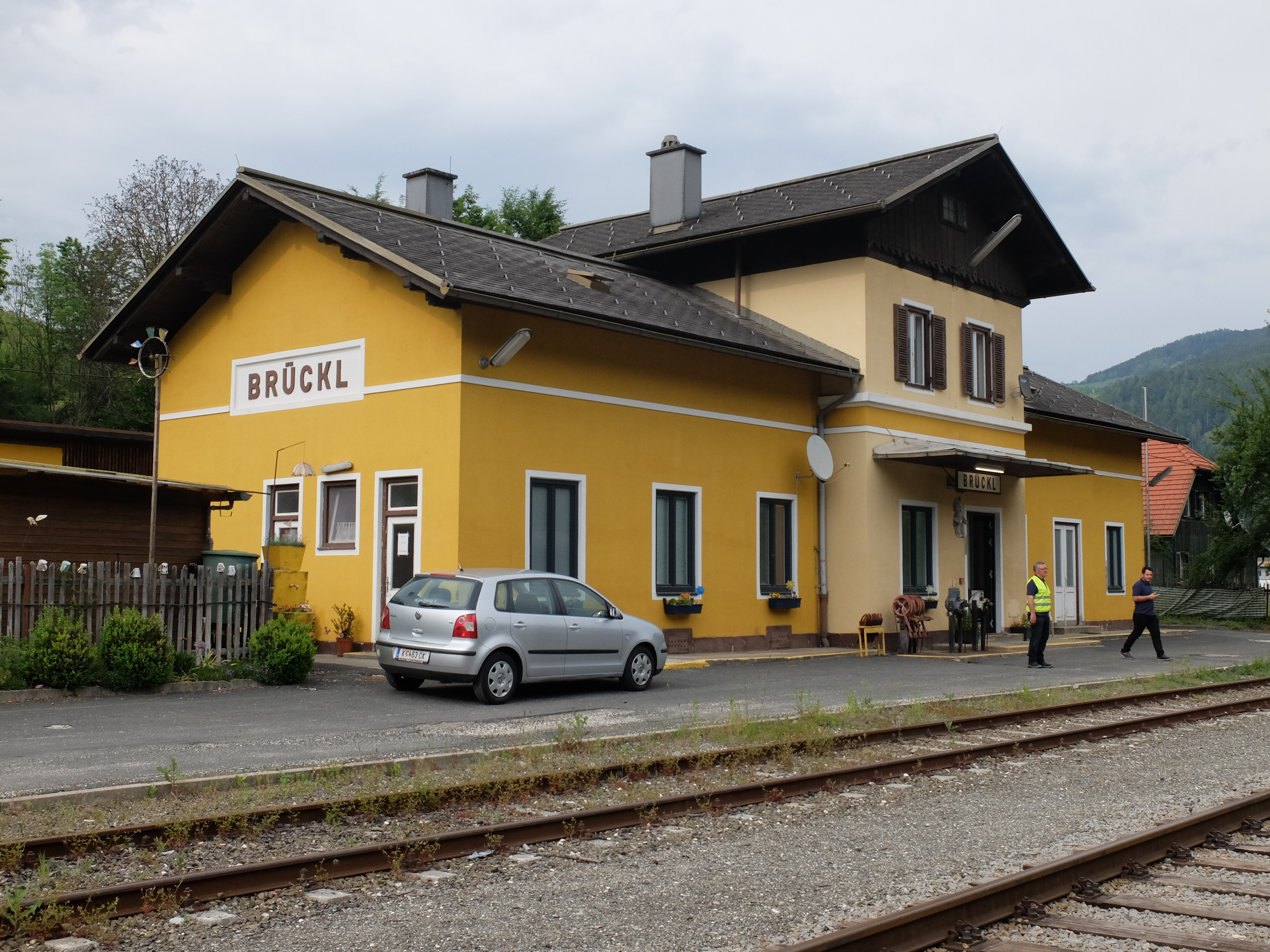
Bahnhofsgebäude Brückl
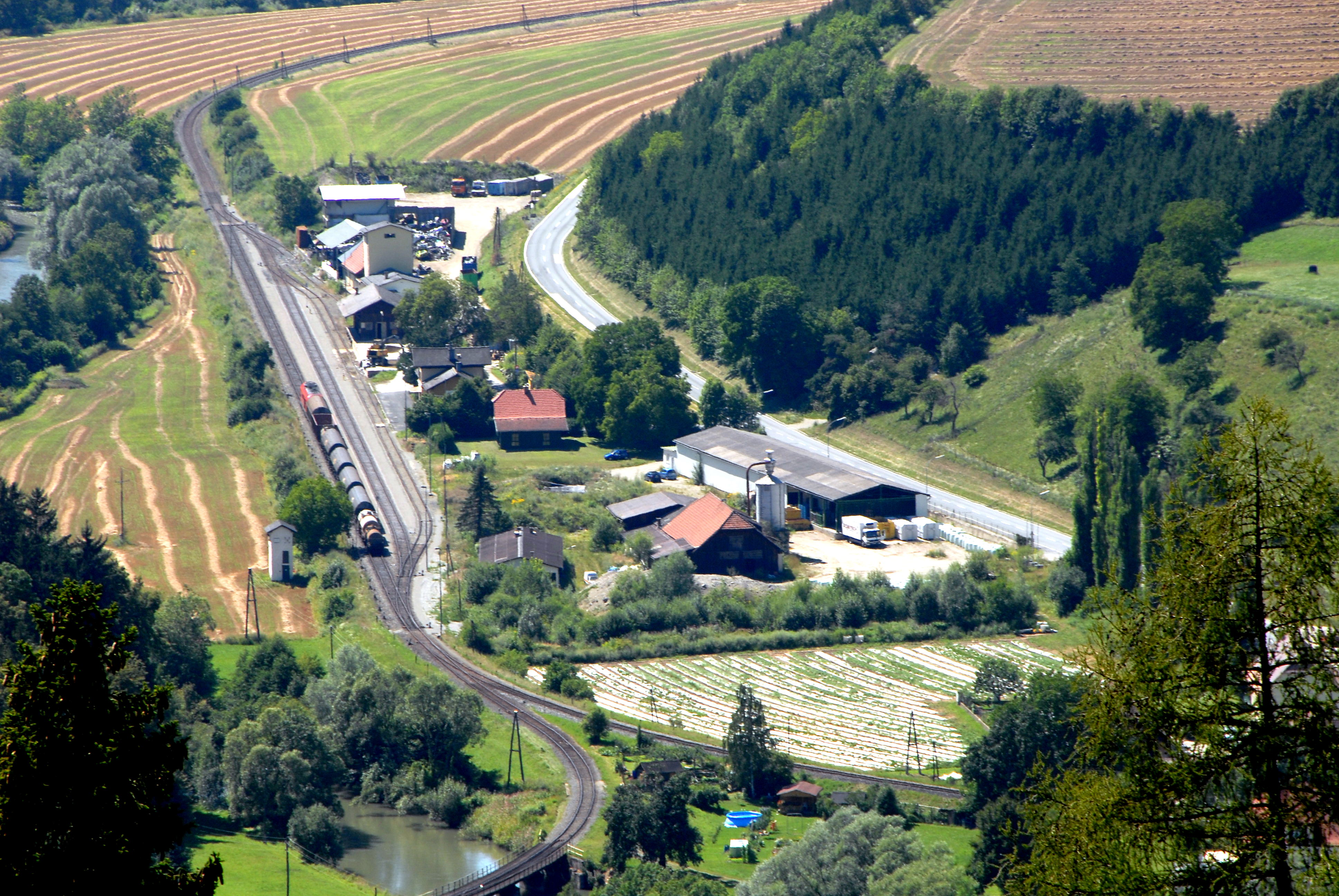
Bahnhof Brückl
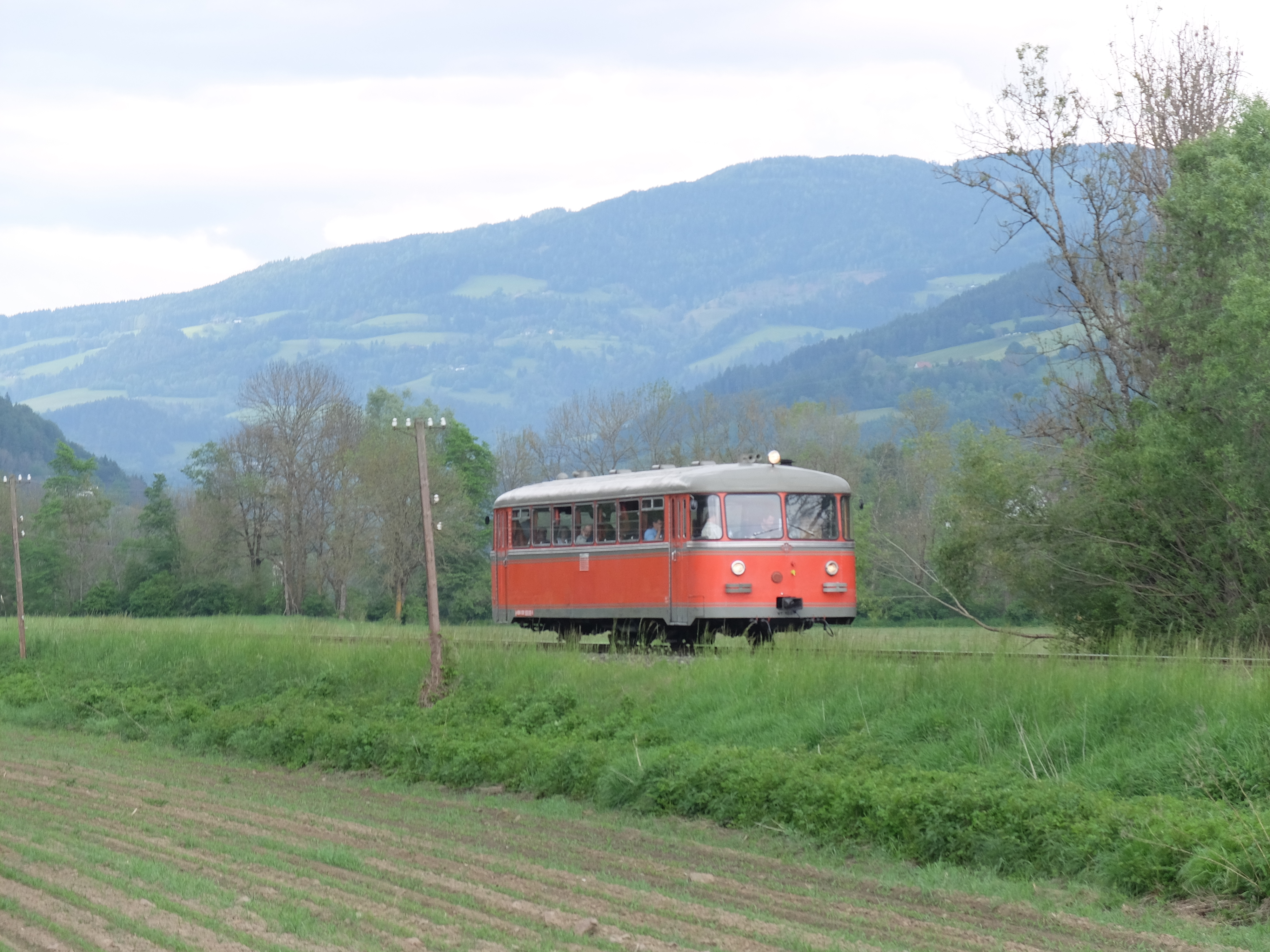
NBiK 5010 001 zwischen Eberstein und Brückl
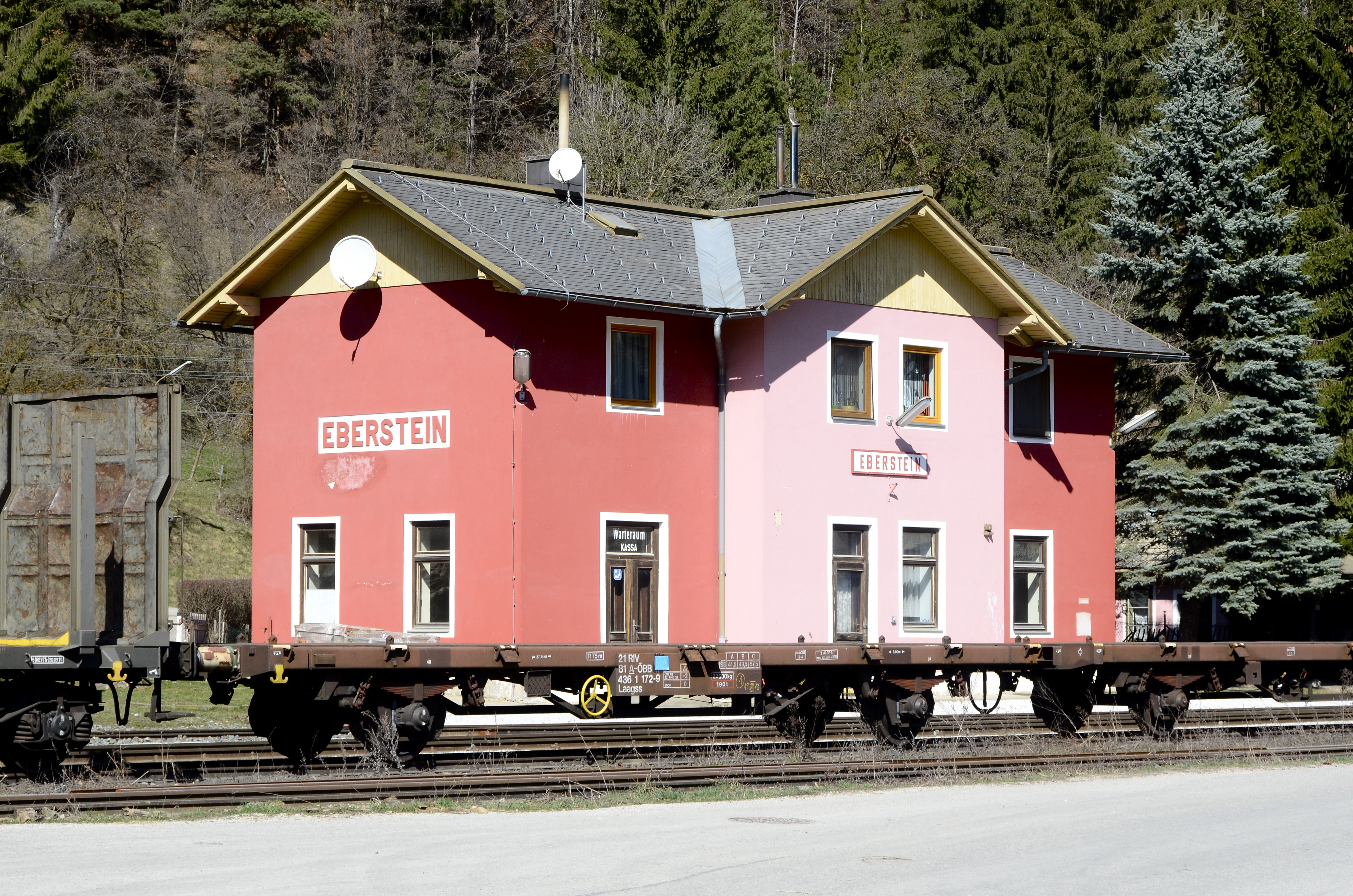
Bahnhof Eberstein
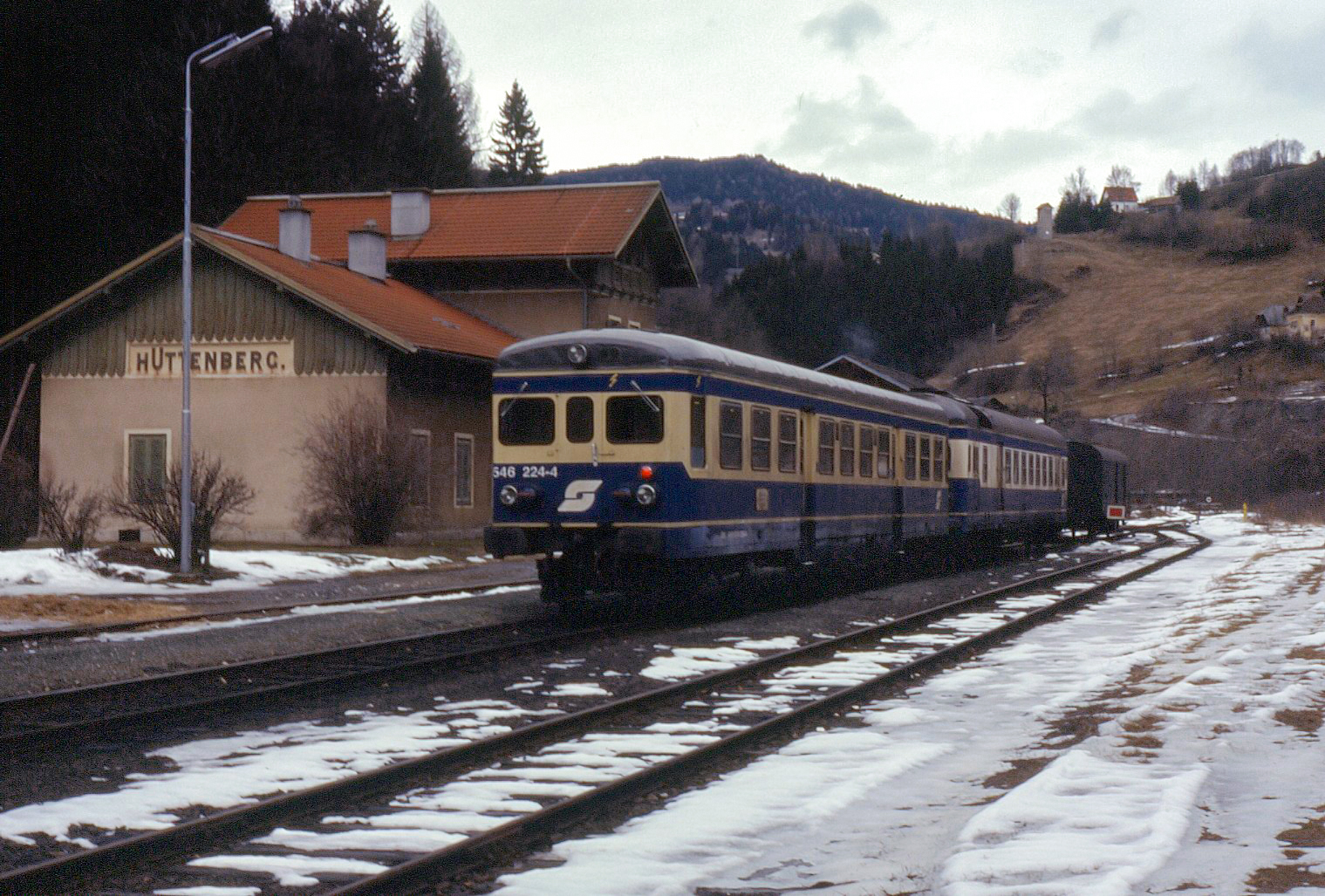
Triebwagen der Reihe 5146 und Steuerwagen im Bahnhof Hüttenberg (1992)
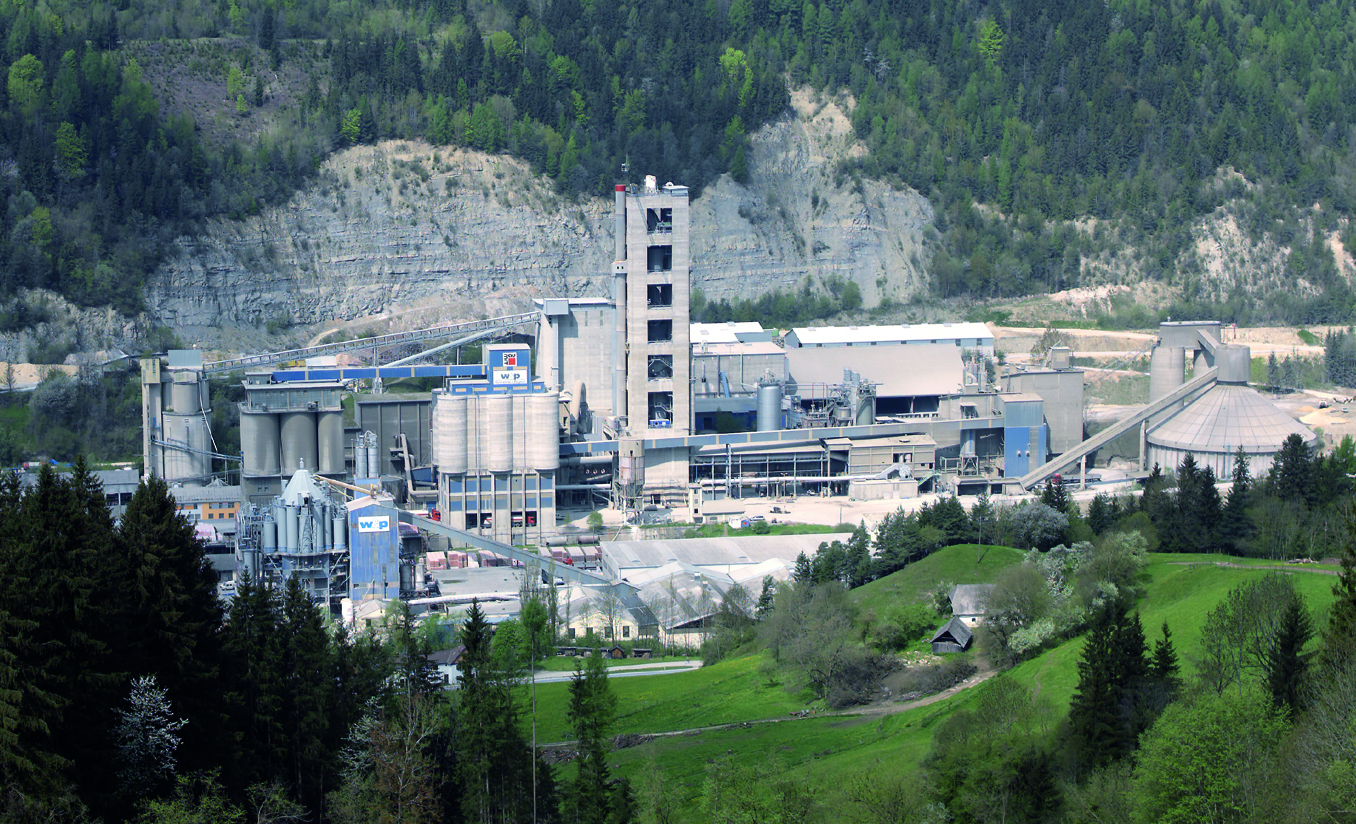
Wietersdorfer-Werk